# هلن دان‌مور
هلن دان‌مور (به انگلیسی: Helen Dunmore) (زادهٔ ۱۲ دسامبر ۱۹۵۲) شاعر و نویسنده بریتانیایی بود که در سال ۱۹۹۶ به خاطر کتاب افسون زمستان، جایزه ادبیات داستانی زنان را از آن خود کرد. رمان محاصره یکی دیگر از آثار تحسین شده‌ی دان‌مور به شمار می‌رود. وی در سال ۲۰۱۵ نیز برنده جایزه ادبی والتر اسکات شد. دان‌مور دانش‌آموخته دانشگاه یورک و عضو انجمن پادشاهی ادبیات انگلستان است.
بیوگرافی
دان‌مور در سال ۱۹۵۲ در یورک‌شایر انگلستان به دنیا آمد. در دانشگاه یورک رشته‌ی انگلیسی را خواند  و سپس در فاصله‌ی سال‌های ۱۹۷۳ تا ۱۹۷۵ در فنلاند زندگی و به عنوان معلم کار کرد.
آخرین مجموعه شعر او با عنوان درون موج کمی قبل از مرگش در آوریل ۲۰۱۷ به چاپ رسید. 